# The Chieftains
The Chieftains – irlandzka grupa muzyczna założona w 1962 roku.
Zespół nagrał wiele albumów z instrumentalną, irlandzką muzyką folkową, łącząc ze sobą takie style muzyczne jak country, tradycyjna muzyka celtycka, czy rock and roll.
The Chieftains występowali m.in. z:
- Van Morrison
- Elvis Costello
- Tom Jones
- Sinéad O’Connor
- James Galway
- Tommy Emmanuel
- Mark Knopfler
- Sting

## Skład
Obecni członkowie:
- Matt Molloy
- Kevin Conneff
- Seán Keane

Byli członkowie:
- Derek Bell (zm. 2002)
- David Fallon
- Martin Fay (zm. 2012)
- Ronnie McShane
- Peadar Mercier
- Paddy Moloney (zm. 2021)
- Sean Ó Riada[potrzebny przypis] (zm. 1971)
- Seán Potts
- Michael Tubridy

## Dyskografia
- Chieftains 1 (1963)
- Chieftains 2 (1969)
- Chieftains 3 (1971)
- Chieftains 4 (1973)
- Chieftains 5 (1975)
- Chieftains 6 - Bonaparte's Retreat (1976)
- Chieftains 7 (1977)
- Chieftains 8 (1978)
- Chieftains 9 - Boil the Breakfast Early (1979)
- Chieftains 10 - Cotton-Eyed Joe (1981)
- The Year of the French (1982)
- Concert Orchestra (1982)
- The Chieftains in China (1985)
- Celtic Wedding (1987)
- A Chieftains Celebration (1989)
- Bells of Dublin (1991)
- Another Country (1992)
- An Irish Evening (1992)
- The Long Black Veil (1995)
- Santiago (1996)
- Fire in the Kitchen (1998)
- Tears of Stone (1999)
- Water from the Well (2000)
- The Wide World Over (2002)
- Live from Dublin: A Tribute to Derek Bell (2005)
- San Patricio (2010, The Chieftains i Ry Cooder)
- Voice of Ages (2012)